# Ian Thorpe
Ian James Thorpe (* 13. říjen 1982) je australský plavec, který je považován za jednoho z nejlepších plavců volného způsobu všech dob. Vyhrál 5 zlatých olympijských medailí, nejvíc ze všech australských plavců. V roce 2001 se stal jediným člověkem, který vyhrál 6 zlatých medailí na mistrovství světa. Tento rekord překonal v roce 2007 Michael Phelps, který získal na mistrovství světa 7 medailí. Thorpe celkově vyhrál 11 zlatých na mistrovství světa. Vytvořil 13 světových rekordů na dlouhých tratích a s australskou štafetou překonal dalších pět světových rekordů. Byl také jako první v historii čtyřikrát jmenován nejlepším světovým plavcem roku. Jeho sportovní úspěchy z něj udělaly jednoho z nejoblíbenějších sportovců v Austrálii.

## Sportovní kariéra

### Začátek kariéry a první mezinárodní úspěchy
Specializoval se zejména na závody volným způsobem, startoval ale také na znakařských tratích a v polohových závodech. Vynikal od mládežnických kategorií. Začátkem roku 1996 po vítězství na australském juniorském šampionátu již jako třináctiletý startoval v australské kvalifikaci na olympijské hry v Atlantě, proti celé seniorské špičce samozřejmě neměl šanci si místo v reprezentaci vybojovat. O rok později se však již protlačil do reprezentace na Panpacifické mistrovství 1997.
Stal se tak ve 14 letech nejmladším australským plaveckým reprezentantem. Se štafetou 4 × 200 m volný způsob vybojoval stříbrné medaile a v individuálním závodě na 400 metrů volný způsob skončil rovněž druhý za krajanem Grantem Hackettem. Ještě 100 metrů před cílem byl až pátý, ostrým závěrem, který se pro něj stal typický, vybojoval stříbro.
Na stejné trati zvítězil na mistrovství světa 1998, čímž se v 15 letech stal nejmladším světovým šampionem v historii. Tentokrát drtivým finišem porazil i Hacketta. Další zlato vybojoval se štafetou 4 × 200 m volně, čímž začal šestiletou australskou nadvládu na této trati.

### Vrcholné roky kariéry
Od roku 1998 dominoval na trati 400 m volný způsob na všech olympiádách, mistrovstvích světa a Panpacifických hrách až do přerušení kariéry v roce 2004. Vítězil na většině podniků i na poloviční trati. V roce 1998 byl poprvé jmenován nejlepším světovým plavcem roku, také jako nejmladší v historii. V roce 1999 ukončil po deseti letech školu a soustředil se plně na plavání. V letech 1999 až 2000 vytvořil několik světových rekordů na obou svých nejoblíbenějších tratích v dlouhém i krátkém bazénu.
Před startem na olympijských hrách před domácími diváky v Sydney se snažil vybojovat právo startu na třetí individuální trati. V závodě na 100 metrů volný způsob skončil v domácí kvalifikaci až čtvrtý a k závodu na 1500 metrů nenastoupil. Vyskytlo se také několik problémů - jednak byl německým trenérem Manfredem Thiesmannem nařčen z užívání steroidů, což se nepotvrdilo, a také měl potíže s kombinézou, což se vyřešilo, když mu australský svaz povolil nosit vlastní kombinézu firmy Adidas místo oficiální od firmy Speedo.
Na olympijských hrách vybojoval očekávané vítězství na čtyřsetmetrové trati v novém světovém rekordu, když tradičně na posledních sto metrech porazil Itala Massimiliana Rosolina a třetího v pořadí Klete Kellera nechal za sebou patnáct metrů. Téhož dne plaval poslední úsek štafety na 4 × 100 metrů volně a pomohl, také ve světovém rekordu, vybojovat další zlato, čímž Australané překonali letitou nadvládu USA na této trati. Následujícího dne vytvořil v rozplavbě závodu na 200 metrů volný způsob nový olympijský rekord, jeho hlavní konkurent Holanďan Pieter van den Hoogenband však kontroval novým světovým rekordem v semifinále. Ve finále byl souboj těchto mužů velmi těsný, po 150 metrech měli prakticky stejný čas, v závěrečné délce však Thorpe nevydržel tempo Holanďana, zřejmě v důsledku rychlejší první části závodu, než obvykle míval, a před zaraženým domácím publikem získal „jen“ stříbrnou medaili. Na nejvyšší stupeň se vrátil se štafetou 4 × 200 metrů a získal ještě stříbro s polohovou štafetou. Se třemi zlatými a dvěma stříbrnými medailemi byl nejúspěšnějším plavcem her a Australský olympijský výbor jej poctil funkcí vlajkonoše při závěrečném ceremoniálu.
Na konci roku 2000 se stal australským plavcem roku, titul nejlepšího světového plavce podle Swimming World Magazine však získal Pieter van den Hoogenband.
V roce 2001 na mistrovství světa ve Fukuoce přidal do svého repertoáru ještě 800 metrů volným způsobem. Vyhrál všechny tři své individuální disciplíny ve světovém rekordu a přidal tři vítězství se štafetami, když zejména porážka Američanů v polohové štafetě byla překvapivá. Stal se tak prvním plavcem, který ne jednom šampionátu vybojoval šest zlatých medailí a prvním od roku 1974, kdo zvítězil na tratích 200 až 800 metrů.
V roce 2002 byly vrcholnými závody Panpacifické mistrovství a Commonwealth Games, na nichž dominoval podobným způsobem, jen se v tomto období soustředil více na sprint a startoval a také zvítězil na obou akcích v závodě na sto metrů volným způsobem. Opustil trať 800 metrů volně, i když byl aktuálním držitelem světového rekordu.
Na Hrách britského společenství si vyzkoušel i stovku znak, na níž byl druhý. V roce 2002 se kvůli názorovým rozkolům definitivně rozešel se svým dlouholetým trenérem Dougem Frostem a začal jej trénovat dosavadní asistent Tracey Menzies.
Pod jeho vedením se připravoval na světový šampionát v roce 2003. Na něm v Barceloně obhájil tituly na 200 a 400 metrů volným způsobem, i když plaval znatelně pomaleji než dříve pod vedením Frosta. Při prvním vystoupení na světové scéně v závodě na 100 metrů volně skončil třetí a nadějně dopadl experiment se startem v polohovém závodě na 200 metrů, kde vybojoval stříbro. Na konci roku ovšem ztratil neoficiální titul nejlepšího světového plavce roku, když jej Swimming World Magazine zařadil na čtvrté místo.
Na australské předolympijské kvalifikaci v roce 2004 těsně před startem závodu na 400 metrů volně ztratil na startovním boxu rovnováhu a spadl do bazénu, čímž byl ze závodu diskvalifikován. Vybojoval si sice právo olympijského startu na tratích 100 a 200 metrů volně, nemožnost startovat na své nejsilnější trati jej i celou Austrálii však velmi mrzela. Premiér Austrálie John Howard situaci popsal jako „tragédii“. Craig Stevens, který si vybojoval druhé postupové místo, čelil velkému tlaku veřejnosti a také se nakonec za úplatu možnosti startu na olympiádě vzdal ve prospěch Thorpa. Na olympiádě pak Thorpe v této disciplíně titul ze Sydney obhájil. Velmi sledovanou události byl závod na 200 metrů volně, označen médii za Závod století. Vedle Thorpa se na něj sešla konkurence Michaela Phelpse, pro nějž to byl jeden z osmi závodů, v nichž se pokoušel vyhrát, Pieter van den Hoogenband a Grant Hackett. Thorpe v závodě získal své druhé individuální aténské zlato. Na stometrové trati přidal bronz a tyto tři medaile jej učinily jediným plavcem, který získal medaile na kombinaci 100-200-400 m volný způsob.

### Pokusy o návrat
Po olympiádě v Aténách si dal rok přestávku od plavání, plánoval se vrátit roce 2006 na Hrách Commonwealthu v Melbourne. Avšak byl donucen odstoupit kvůli infekční mononukleóze. Pozdější tréninky ve Spojených státech byly přerušeny a Thorpe ohlásil ukončení své plavecké kariéry 21. listopadu 2006 ve svých 24 letech kvůli ztrátě motivace. V únoru 2011 oznámil, že se pokusí kvalifikovat na olympiádu v roce 2012. Účastnil se australské kvalifikace na tratích 100 a 200 metrů volný způsob, ale neprobojoval se ani v jednom případě do finále. Po neúspěšné kvalifikaci oznámil, že jeho novým cílem je účast na mistrovství světa v roce 2013.

## Mimořádné úspěchy a ocenění

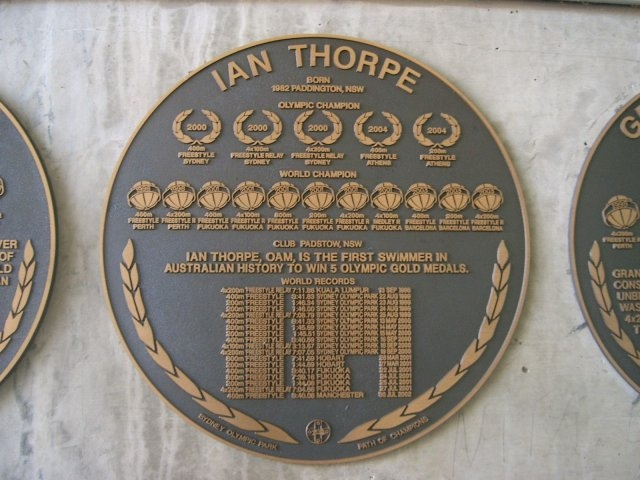
Thorpova pamětní deska v plaveckém centru olympijského parku v Sydney

- nejlepší světový plavec roku - 1998, 1999, 2001, 2002
- nejlepší australský plavec roku v letech 1999 až 2003
- jmenování Mladým Australanem roku 2000

## Osobní život
Australský magazín Sunday Telegraph uvedl, že se Ian Thorpe dne 13. července 2014 v rozhovoru vysílaném na australské stanici Channel Ten chystá provést coming out a potvrdit, že je gay, i když v minulosti navazoval vztahy s ženami. Předchozí spekulace o své homosexualitě odmítal, ještě v roce 2012 uvedl, že není gay a všechny jeho sexuální zkušenosti byly heterosexuální, má zálibu v ženách a jednoho dne by chtěl mít rodinu. V onom televizním rozhovoru s Michaelem Parkinsonem však potvrdil, že není heterosexuální („I’m not straight.“). Uvedl, že chtěl coming out provést již nějakou dobu, ale necítil se na to. Předchozí lež dle jeho slov narostla do velkých rozměrů a on nechtěl, aby byla zpochybňována jeho integrita. V rozhovoru Thorp také obšírněji hovořil o svých potížích s depresí. Prvním veřejně známým Thorpovým partnerem od coming outu se stal v únoru 2016 model Ryan Channing.